# Дрё, Альфред де
Пьер-Альфре́д Дедрё (фр. Pierre-Alfred Dedreux), обычно именуемый Альфред де Дрё, как он сам любил себя величать (Alfred de Dreux, 23 марта 1810 года, Париж — 5 марта 1860 года, там же) — французский художник-анималист, любитель лошадей; единственный сын архитектора Пьер-Анна Дедрё (1788—1849).
Ученик Л. Конье. Писал сцены охоты, прогулки верхом, скачки и отчасти портреты. В его картинах прекрасны изображения лошадей, человеческие же фигуры и пейзажная часть довольно слабы. Многие из этих картин получили большую популярность благодаря изданным воспроизведениям их в гравюре и литографии.

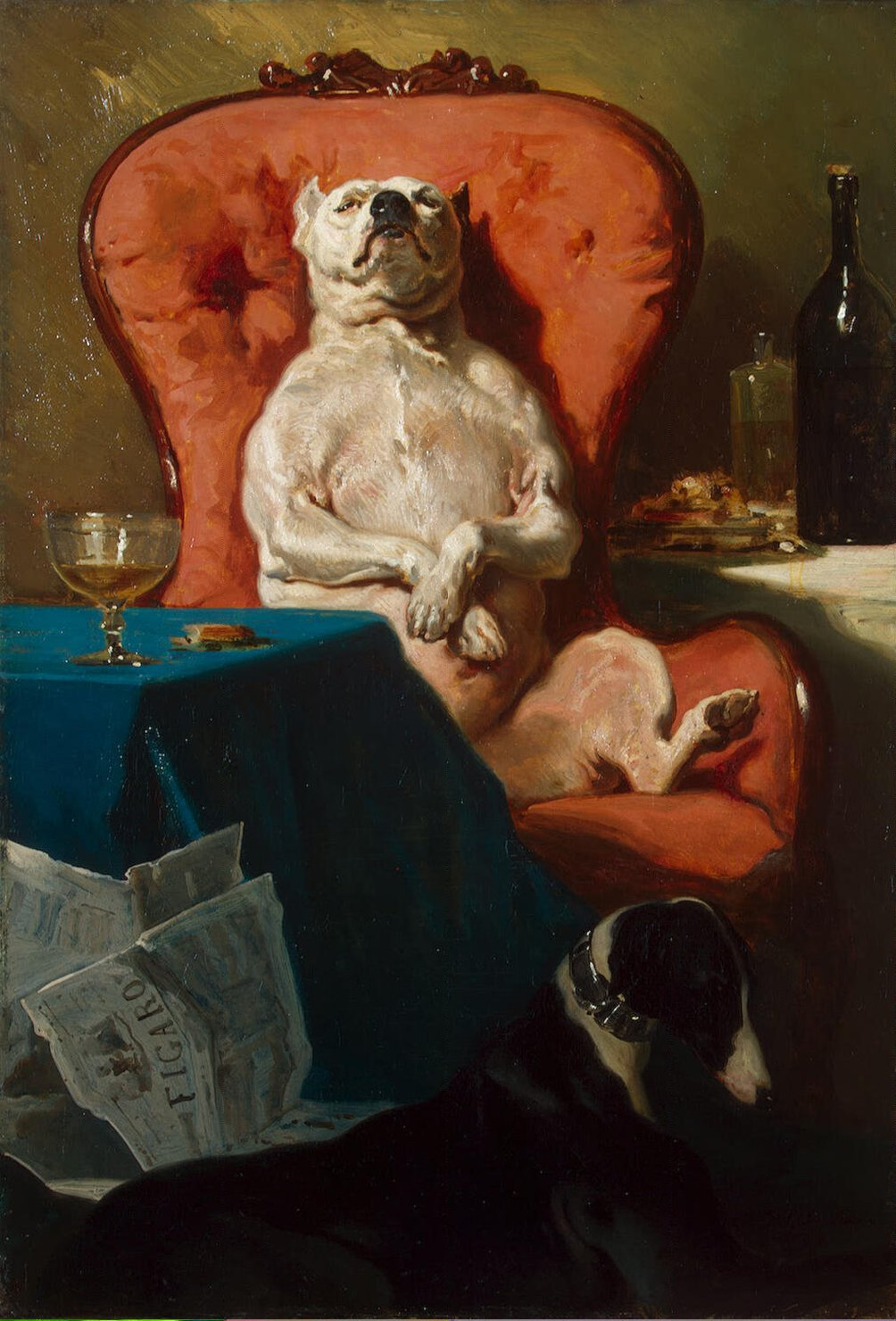
«Мопс в кресле», 1857. Эрмитаж
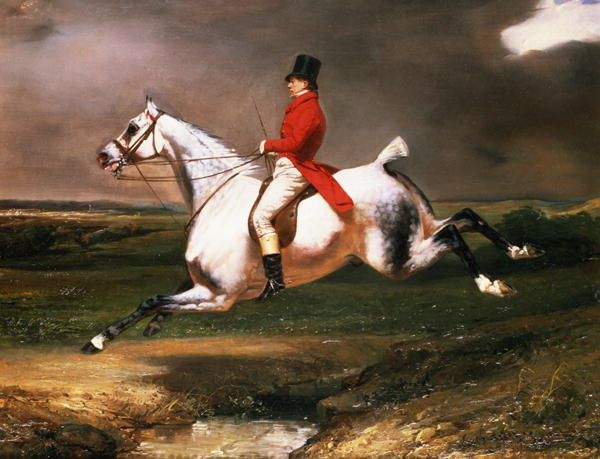
«Охотник», 1858